# Euskelia
Gli euscheli (Euskelia) sono un clade di anfibi temnospondili, comprendenti numerose forme estinte e (probabilmente) anche gli anfibi attuali (Lissamphibia). Comparvero nel Carbonifero superiore (circa 320 milioni di anni fa). 

## Descrizione
Di questo gruppo facevano parte numerosi anfibi tipici del Paleozoico superiore (Carbonifero e Permiano), alcuni dei quali di grandi dimensioni (lunghezza fino a 2,5 metri). Solitamente i membri appartenenti agli Euskelia possiedono crani ampi e grandi, generalmente a forma di U. La mandibola inferiore è triangolare se vista di lato, e i denti sono a struttura labirintodonte, aguzzi e allungati. Sono presenti alcune zanne accessorie sulle ossa del palato (ectopterigoide, palatino, vomere) e le narici sono in posizione quasi terminale. La profondità del cranio cresce nella regione posteriore, con una curvatura all'insù piuttosto pronunciata anteriormente alle orbite. Le ossa dermiche sono ornamentate con fossette, ed è assente l'osso intertemporale. Il parasfenoide è strettamente attaccato (saldato) allo pterigoide, senza articolazione mobile tra scatola cranica e pterigoide. Non vi è sostanzialmente un collo mobile, e le vertebre dorsali sono dotate di un arco neurale moderatamente alto e spesso. Sia il pleurocentro che l'intercentro sono piccoli, mentre le costole sono larghe (in particolare in forme di grandi dimensioni come Eryops). Posteriormente le costole si accorciano e possono non essere presenti al livello dell'osso sacro. La coda non è più lunga della serie dorsale, almeno come numero di vertebre. Il cinto pettorale non è attaccato al cranio, la scapola è massiccia e l'ilio stranamente alto. Omero e femore sono corti e massicci; radio e ulna (e tibia e fibula) sono corti e ben separati. Sono presenti tre ossa carpali, cinque o quattro dita della mano e cinque del piede. Alcune forme (ad esempio Branchiosaurus) sono neoteniche, con branchie esterne. 

## Classificazione
Il termine Euskelia venne usato da Yates e Warren (2000) nell'ambito di una riclassificazione degli anfibi temnospondili, ed è usato in contrapposizione ai termini Limnarchia (o Stereospondylomorpha), comprendente un altro gruppo di anfibi temnospondili più strettamente legati all'ambiente acquatico.
Gli Euskelia comprendono due gruppi principali, gli eriopoidi (Eryopoidea) e i dissorofoidi (Dissorophoidea); i primi erano generalmente grandi forme dalle abitudini variamente semiacquatiche o terrestri (ad esempio Glaukerpeton e il già citato Eryops), i secondi erano più diversificati e comprendono numerose famiglie (tra cui Dissorophidae, Trematopidae, Amphibamidae, Micropholidae) dalle diverse specializzazioni. Numerosi studi più recenti indicano che gli anfibi odierni (Lissamphibia) sarebbero derivati dai dissorofoidi e, a tutti gli effetti, apparterrebbero a questo clade (Anderson, 2008; Schoch, 2012; Perez-Ben et al., 2018; Schoch, 2018).
- Euskelia
  - Eryopoidea
    - Eryopidae
    - Parioxeidae
    - Zatracheidae ?

  - Dissorophoidea
    - Micromelerpetontidae
    - Xerodromes
      - Olsoniformes
        - Dissorophidae
        - Trematopidae

      - Amphibamiformes
        - Amphibamidae
        - Branchiosauridae
        - Micropholidae
        - Gerobatrachus
        - Lissamphibia